# Muhammed Demirel
Muhammed Demirel (1 de outubro de 1993) é um judoca turco. Competiu nos Jogos Olímpicos de Verão de 2024 em Paris.
O judoca turco Muhammed Demirel conquistou a prata no Campeonato da Europa de 2024, em Zagreb. Conquistou uma medalha de prata no Campeonato da Europa de Cadetes, em Varsóvia. Ganhou o título europeu de cadetes por equipas mistas com a Turquia em Varsóvia, em 2019. Conquistou o título nacional turco em 2021. Conquistou a medalha de ouro na Taça da Europa de Juniores, em Paks, em 2022. Conquistou a medalha de bronze no Campeonato do Mundo de Juniores, em Guayaquil, em 2022. Conquistou o título europeu de juniores em 2022. Com a equipa da Turquia, conquistou a prata no Campeonato da Europa de Juniores por equipas mistas em 2022, em Praga.